# Triduo Pascual

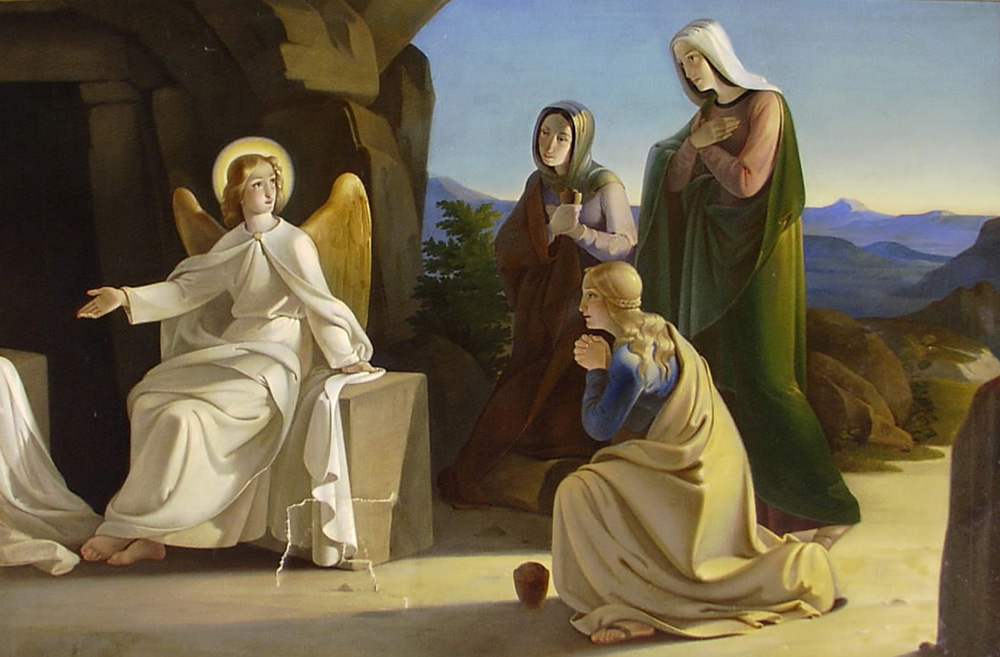
L. F. Schnorr von Carolsfeld, Las tres Marías ante la tumba de Cristo, c. 1835.

El Triduo Pascual (del latín: Triduum Paschale) es el período de tiempo en el que la liturgia cristiana  católica y no católica conmemoran la pasión, muerte y resurrección de Jesús de Nazaret, y constituye el momento central de la Semana Santa y del año litúrgico. 

## Liturgia
En la liturgia romana, comprende desde la tarde del Jueves Santo, cuando concluye la Cuaresma, hasta el Domingo de Pascua, y tiene los siguientes momentos destacados:
- Jueves Santo, cuando se recuerdan la última cena de Jesús, la institución de la Eucaristía y del Orden Sacerdotal, y el mandamiento del amor, es Tiempo de Cuaresma hasta la Media Tarde, oficialmente inicia el Tiempo de Pascua.
- Viernes Santo, día de meditación sobre la pasión de Jesús, con la Celebración de la Pasión del Señor, junto con el Sábado de Gloria no se celebra la Eucaristía.
- Sábado Santo, sin celebraciones litúrgicas en recuerdo de la Sepultura del Señor y la Soledad de María.
- Domingo de Pascua, que comienza con la celebración de la Vigilia Pascual ya por la noche del sábado o madrugada del domingo, en la que se conmemora con solemnidad la resurrección de Jesús, y que es el acto litúrgico católico más destacado. Tras el rezo de Vísperas finaliza el Triduo Pascual.[2] Desde este domingo inicia la Octava de Pascua.

La expresión «Triduo Pascual» es relativamente reciente, pues no se remonta más allá de los años 1930. Pero ya a finales del siglo IV San Ambrosio hablaba de un Triduum Sacrum para referirse a las etapas históricas del misterio pascual de Jesús que durante tres días et passus est, et quievit et resurrexit. San Agustín utilizó una expresión parecida, Sacratissimum Triduum, para indicar los tres días de Cristo crucifixi, sepulti, suscitati.

## Triduo
La palabra triduo procede del latín triduum, de tres y duum, derivado de dies, "día", lo que literalmente significa "espacio de tres días". En general y particularmente en la iglesia católica, son los rezos o celebraciones religiosas que duran tres días.
Se da para representar la pasión, muerte y resurrección de Jesucristo, desde el atardecer del Jueves Santo hasta el Domingo de Pascua